# Sachsenverlag

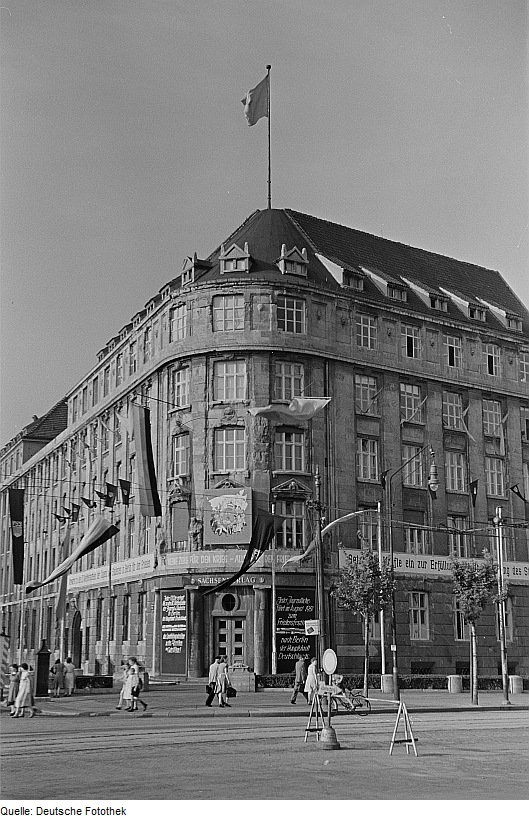
Sachsenverlag-Gebäude Leipzig, 1951

Der Sachsenverlag war ein Verlag in Sachsen von 1946 bis 1962.
Der Sachsenverlag wurde 1991 als ein Fachverlag für die Telefon- und Branchenverzeichnisse in Dresden neu gegründet.

## Geschichte
1946 wurde der Sachsenverlag durch die VOB Zentrag als Landesverlag für Sachsen gegründet. Der Hauptsitz befand sich in Dresden, Zweigstellen gab es in Leipzig, Chemnitz, Zwickau und Plauen. Leiter wurden Hermann Eckardt (KPD) und Hans Finsterbusch (SPD). Letzterer wurde im Oktober 1947 eingesetzt und Ende 1951 plötzlich wieder abgesetzt, nachdem er im April noch eine Überprüfung bestanden hatte. Kurzzeitig kam 1949 der Universalverlag hinzu.
Von 1946 bis 1952 erschien die Zeitschrift Zeit im Bild im Sachsenverlag.
Im Sachsenverlag erschienen mehrere hundert Titel vor allem zu Kultur, Geschichte, Geographie und Wirtschaft Sachsens.
Es wurden dort auch die regionalen SED-Zeitungen Freie Presse und Volksstimme (auch Sächsische Zeitung und Leipziger Volkszeitung?) sowie einige Zeitschriften herausgegeben. 1950 wurden kurzzeitig die Sportvereine BSG Sachsenverlag Dresden, Leipzig und Plauen unterstützt.
Von 1962 sind letzte Veröffentlichungen bekannt, danach wurde der Sachsenverlag wahrscheinlich im Zuge von Umstrukturierungen der Verlagslandschaft in der DDR geschlossen.

## Neuere Geschichte
Seit 2003 bezeichnet der Sachsenverlag einen Zusammenschluss sächsischer Fachverlage für die Telefon- und Branchenverzeichnisse Gelbe Seiten, Das Telefonbuch, Das Örtliche mit Hauptsitz in Dresden. Der Sachsenverlag bietet heute neben klassischen Verlagsprodukten auch Leistungen rund um elektronische Medien an. Seit 2015 firmiert der Sachsenverlag, wie einige weitere Fachverlag für Telefon- und Branchenverzeichnisse, unter der Marke SELLWERK.